# Vereinigung schweizerischer Angestelltenverbände
Die Vereinigung schweizerischer Angestelltenverbände (VSA) war eine Dachorganisation der Angestellten der Schweiz. 2002 schloss sich der VSA mit dem Christlichnationalen Gewerkschaftsbund der Schweiz zur neuen Dachorganisation Travail.Suisse mit rund 170.000 Mitgliedern zusammen.

## Geschichte
Vorläufer des VSA waren die Vereine junger Kaufleute der 1860er Jahre, die Weiterbildungskurse für Lehrlinge und junge Angestellte organisierten und sich 1873 im Schweizerischen Kaufmännischen Verein (SKV) zusammenschlossen, die Absolventen des Polytechnikums (ETH) ab 1869 und diejenigen der Technischen Fachschulen ab 1884 sowie der 1893 gegründete Werkmeisterverband (Schweizerische Kader-Organisation, seit 1988). Die Angestelltenorganisationen unterschieden sich von den Gewerkschaften durch die aufgrund der Berufsbildung und der Branchenstruktur hervorgerufene Vielfalt von Verbandstypen.

„Die Existenzbedingungen der Arbeiter und Angestellten waren am Ende des ersten Weltkrieges sehr schlecht. Viele Arbeitnehmer hatten wenige Monate vor der Mobilisierung am 1. August 1914 vom Arbeitgeber die Kündigung erhalten. Ein Teil wurde später wieder angestellt, aber zu reduzierten Löhnen. Für die sozialen und rechtlichen Folgen der zahlreichen Betriebseinschränkungen hatte man nichts vorgekehrt. Einen gesetzlichen Wehrmannsschutz, der diesen Namen verdient hätte, gab es nicht.“

Auf Impuls der Berufsorganisation Technische Gesellschaft Baden trafen sich Vertreter sämtlicher Angestelltenverbände. Auf Vorschlag des Schweizerischen Kaufmännischen Vereins wurde am 23. September 1917 in Baden der Zusammenschluss der Verbände diskutiert. Am 20. April 1918 haben Delegierte von 15 Vereinen das Vorgehen besprochen. An einer zweiten Delegiertenversammlung am 4. Juli 1918 in Zürich beschlossen die Delegierten die Konstituierung der VSA. An dieser historischen Versammlung waren vertreten: Der Schweizerische Kaufmännische Verein, der Verband der Angestellten des Gastwirtschaftsgewerbes (Union Helvetia), der Schweizerische Werkmeister-Verband, der Schweizerische Techniker-Verband, die Technische Gesellschaft Baden und der Angestelltenverein der Firma Trüb, Täuber & Co. in Hombrechtikon. Zusammen vertraten sie 30'257 Angestellte.
Mit der Gründung der VSA distanzierten sich die Angestelltenorganisationen von der sich radikalisierenden Arbeiterbewegung. Innerhalb der VSA stellte der SKV mehr als die Hälfte der Mitglieder. Die VSA war föderalistisch organisiert und stützte sich auf die Grundsätze der Schweizer Demokratie.

„Wegen der wachsenden Güterknappheit nützten manche Produzenten und Händler ihre starke Marktstellung missbräuchlich aus. Ein Arbeitsschutz für Angestellte fehlte; das Fabrikgesetz von 1877, revidiert 1914, galt lediglich für die Fabrikarbeiter. In den Genuss von kurzen Ferien kam nur ein kleiner Teil der Arbeitnehmer. Der Schutz bei Krankheit und Unfall wies grosse Lücken auf. Eine Arbeitslosenversicherung bestand nicht, so wenig wie eine Alters-, Hinterlassenen- und Invalidenvorsorge. Zwischen den Sozialpartnern existierten keine kollektiven Abkommen von Bedeutung.“

Am 11. Dezember 1918 wurde unter Beteiligung der VSA mit der Berner Übereinkunft der erste landesweite Gesamtarbeitsvertrag für Angestellte abgeschlossen.
1919 traten der Schweizerische Bankpersonalverband und der Verband schweizerischer Angestelltenvereine der Maschinenindustrie und verwandter Industrien VSAM sowie der Bund technischer Angestellter der Schweiz der VSA bei. 1920 trat der Schweizerische Baukaderband bei, 1925 die Schweizerische Vereinigung der Handelsreisenden Hermes, 1929 der Schweizerische Musikverband und 1930 der Verband Schweizerischer Vermessungstechniker.
Die ersten Jahrzehnte nach der Gründung waren von internen Spannungen geprägt, weil die kleineren Angestelltenorganisationen einen Zusammenschluss auf gewerkschaftlicher Basis forderten, während die grösseren Verbände eine selbständige Standespolitik betreiben wollten. Dies führte zu verschiedenen Austritten.
Am 28. Oktober 1932 wurde die Nationale Aktionsgemeinschaft (später Nationale Arbeitnehmergemeinschaft NAG genannt) gegründet. Mit dabei war die VSA, der Schweizerische Lehrerverein, der Zentralverband der Beamten und Angestellten sowie christliche und evangelische Gewerkschaften.
1940 zählten die in der VSA zusammengeschlossenen Organisationen mehr als 60.000 Mitglieder.
1944 trat der Schweizerische Verband angestellter Drogisten Droga Helvetica der VSA bei. 1959 kam der Schweizerische Verband von Betriebsfachleuten hinzu. 1965 öffnete sich die VSA auch für Verbände der Beamten und der Angestellten des öffentlichen Dienstes. Im gleichen Jahr trat der Schweizerische Verband der Versicherungs-Inspektoren und -Agenten, der Schweizerische Laborpersonal-Verband und der Angestelltenverein des Schweizer Buchhandels bei.
Mit Ausnahme der Union Helvetia waren die Mitgliedsverbände der VSA keine Branchenorganisationen, sondern nach dem Berufsprinzip organisiert.
Der höchste Mitgliederbestand wurde 1985 mit 148.734 Mitgliedern erreicht.
1997 zählte die VSA neun angeschlossene Verbände mit mehr als 120.000 Mitgliedern.

## Ziel und Tätigkeiten der Vereinigung
Die dem VSA angeschlossenen kantonalen, regionalen und lokalen Verbände, nahmen die Anliegen ihres Sektors oder ihrer Region wahr. Sie nahmen Stellung zu allen ihre Mitglieder betreffenden wichtigen Fragen in den folgenden Bereichen: Wirtschaftspolitik, Arbeitsmarkt, Arbeitsbedingungen, Sozial- und Finanzpolitik und Schutz der Konsumenten und der Umwelt.
Die VSA arbeitete aufgrund des Abgrenzungsabkommens von 1928 mit dem Schweizerischen Gewerkschaftsbund (SGB) zusammen.
1932 war auf Initiative der VSA die Nationale Aktionsgemeinschaft für wirtschaftliche Verteidigung (NAG) als kartellartige Zusammenfassung von Arbeitnehmerorganisationen ausserhalb des SGB gegründet worden. Ihr gehörten neben der VSA auch der CNG, der Schweizerische Verband evangelischer Arbeitnehmer SVEA, der Zentralverband des Staats- und Gemeindepersonals der Schweiz, der Schweizerische Lehrerverein und die Schweizerische Vereinigung der Versicherungspersonalverbände an. 1935 engagierte sich die NAG gemeinsam mit dem SGB, dem Föderativverband des Personals öffentlicher Betriebe und Verwaltungen und der dissidenten Bauernheimatbewegung in der Abstimmungskampagne für die Kriseninitiative.

## Mitglieder
- Schweizerischer Kaufmännischer Verein (SKV), 1918–2000
- Schweizerischer Werkmeisterverband, ab 1918
- Union Helvetia, ab 1918
- Schweizerischer Technikerverband, 1918–1922
- Verband Schweizerischer Angestelltenverbände der Maschinenindustrie (VSAM) (neu: Angestellte Schweiz), 1918–1935 (Austritt wegen der Zusammenarbeit von VSA und SGB bei der Kriseninitiative), Wiedereintritt 1959
- Schweizerische Bankpersonalverband, 1918–1942
- Schweizerische Kader-Organisation, ab 1918
- Schweizerischer Baukaderverband, 1920–1990
- Schweizerische Vereinigung von Handelsreisenden, 1925–1980
- Schweizerischer Musikerverband, ab 1929
- Verband schweizerischer Vermessungstechniker, ab 1930
- Droga Helvetica, ab 1944
- Schweizerischer Verband von Betriebsfachleuten, 1959–1969
- Angestelltenverband des Schweizer Buchhandels, 1965–1984
- Schweizerischer Verband der Versicherungs-Inspektoren und -Agenten, ab 1965
- Schweizerischer Laborpersonalverband, ab 1965